# Fúria Sanguinária
White Heat (prt/bra: Fúria Sanguinária) é um filme estadunidense de 1949, dos gêneros policial, drama, ação e suspense, dirigido por Raoul Walsh, com roteiro de Ivan Goff e Ben Roberts baseado numa história de Virginia Kellogg. 
Em 2008, o American Film Institute indicou os dez melhores filmes em cada gênero clássico e White Heat foi destacado como o 4.º melhor filme de gângster.
Em 2003, White Heat foi selecionado para manter uma cópia preservada na Biblioteca do Congresso dos Estados Unidos.[carece de fontes?]

## Sinopse

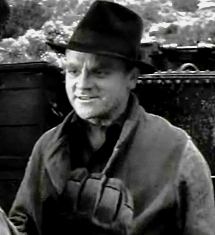
James Cagney como "Cody Jarrett"

Cody Jarrett é um perverso e demente líder de uma quadrilha de criminosos. Casado com a infiel Verna, Jarrett é muito ligado à mãe dele, "Ma" Jarrett, igualmente criminosa, determinada e também sua confidente.
A gangue de Jarrett rouba um trem e na ação quatro condutores e um dos capangas de Jarrett morrem. Utilizando-se de informantes, a polícia descobre o esconderijo de Jarrett e o prende. Jarrett usa de um álibi (confessa um crime menor cometido na mesma hora do assalto ao trem) e pega uma pena de apenas três anos. Os agentes do Tesouro querem descobrir quem é o "Comerciante", um bandido que providencia a "lavagem de dinheiro" de Jarrett e colocam um agente disfarçado na cela do criminoso. Jarrett sofre um atentado na prisão, ordenado pelo seu braço-direito "Big Ed" Sommers que se tornara amante de Velma. É salvo pelo agente disfarçado, que usa o nome de Vic Pardo.
Jarrett consegue escapar com Pardo e na fuga mata o seu agressor e depois se vinga de "Big Ed". Com a quadrilha reunida, Jarrett planeja um assalto a uma fábrica química em Long Beach, Califórnia. Informada por Pardo, a polícia prepara a emboscada.

## Elenco
- James Cagney...Arthur "Cody" Jarrett
- Virginia Mayo...Verna
- Edmond O'Brien...Hank Fallon/Vic Pardo
- Margaret Wycherly...Ma Jarrett
- Steve Cochran..."Big Ed" Somers

## Prêmios e indicações
| Premiação                   | Categoria               | Recipiente       | Resultado                   |
| --------------------------- | ----------------------- | ---------------- | --------------------------- |
| Oscar 1950                  | Melhor roteiro original | Virginia Kellogg | Indicado                    |
| Prêmio Edgar Allan Poe 1950 | Melhor filme            | Melhor filme     | Indicado[carece de fontes?] |